# Гора Сасквоч
Гора Сасквоч (Sasquatch Mountain) — науково-фантастичний фільм 2006 року, знятий «Grizzly Peak Productions» для каналу Syfy; режисер Стівен Р. Монро.

## Про фільм
Самотній водій евакуатора потрапляє в смертельну боротьбу між парою банківських грабіжників із красунею-заручницею, місцевими поліцейськими та монстром, який спустився з гір Аризони, щоб пожирати людей.

## Знімались
| Актор            | Роль    |
| ---------------- | ------- |
| Ленс Генріксен   | Джексон |
| Серіна Вінсент   | Прайс   |
| Майкл Ворт       | Стюарт  |
| Ренс Говард      | Зефф    |
| Крейг Вассон     | Кралл   |
| Тім Томерсон     | Кліф    |
| Кріс Енге        | Логан   |
| Тайні Род Тейлор | Сасквоч |